# Linia 14 metra w Paryżu
Linia 14 – linia metra w Paryżu, którą zainaugurował 15 października 1998 roku prezydent Francji, Jacques Chirac. Łączy stacje Saint-Denis Pleyel i Aéroport d'Orly. Łącznie posiada 20 stacji, przebiega przez centrum Paryża. Jej długość wynosi 27,8 km. Pierwsza w pełni zautomatyzowana linia metra na świecie. Codziennie korzysta z niej około 600 tys. pasażerów.
Pierwszy odcinek linii, otwarty w 1998 roku, składał się z 7 stacji (Madeleine – Bibliothèque François-Mitterrand). 16 grudnia 2003 roku, przedłużono linię do Saint-Lazare, a 26 czerwca 2007 do Olympiades. Najnowsze przedłużenie linii o 5,8 km do merostwa w Saint-Ouen, miało miejsce 14 grudnia 2020 roku (wtedy otwarto stacje Pont Cardinet, Saint-Ouen i Mairie de Saint-Ouen), natomiast 28 stycznia 2021, otwarto stację Porte de Clichy na udostępnionym wcześniej odcinku. Koszt projektu wyniósł około 1,38 mld euro. Szacowano, że po zakończeniu prac linia 14 przejmie około 25% pasażerów linii 13. W kolejnym etapie planuje się przedłużenie linii aż do Saint-Denis Pleyel w celu połączenia z budowanym Grand Paris Express.

## Turystyczne atrakcje na trasie 14 linii
- dwie dziewiętnastowieczne stacje kolejowe – Saint-Lazare i Gare de Lyon
- kościół św. Marii Magdaleny (Église de la Madeleine)
- Bibliothèque nationale de France (Biblioteka Narodowa Francji) – największa biblioteka w Paryżu.

## Lista stacji

### W eksploatacji
| #  | Nazwa                                     | Miejscowość/dzielnica           | Otwarcie | Możliwe przesiadki | Liczba pasażerów (2021) | Pozycja w całym systemie względem liczby pasażerów (2021) |
| -- | ----------------------------------------- | ------------------------------- | -------- | ------------------ | ----------------------- | --------------------------------------------------------- |
| 1  | Saint-Denis Pleyel                        | Saint-Denis                     | 2024     |                    | –                       | –                                                         |
| 2  | Mairie de Saint-Ouen Région Île-de-France | Saint-Ouen-sur-Seine            | 2020     |                    | 4 830 810               | 39                                                        |
| 3  | Saint-Ouen                                | Saint-Ouen-sur-Seine            | 2020     |                    | 3 420 852               | 84                                                        |
| 4  | Porte de Clichy Tribunal de Paris         | 17. dzielnica                   | 2021     |                    | 5 278 497               | 29                                                        |
| 5  | Pont Cardinet                             | 17. dzielnica                   | 2020     |                    | 4 168 538               | 50                                                        |
| 6  | Saint-Lazare                              | 8. dzielnica                    | 2003     |                    | 33 128 384              | 2                                                         |
| 7  | Madeleine                                 | 8. dzielnica                    | 1998     |                    | 5 330 928               | 27                                                        |
| 8  | Pyramides                                 | 1. dzielnica                    | 1998     |                    | 3 962 698               | 56                                                        |
| 9  | Châtelet                                  | 1. dzielnica; 4. dzielnica      | 1998     |                    | 8 350 794               | 10                                                        |
| 10 | Gare de Lyon                              | 12. dzielnica                   | 1998     |                    | 28 640 475              | 3                                                         |
| 11 | Bercy                                     | 12. dzielnica                   | 1998     |                    | 3 884 212               | 61                                                        |
| 12 | Cour Saint-Émilion                        | 12. dzielnica                   | 1998     | –                  | 2 985 122               | 110                                                       |
| 13 | Bibliothèque François-Mitterrand          | 13. dzielnica                   | 1998     |                    | 11 104 474              | 6                                                         |
| 14 | Olympiades                                | 13. dzielnica                   | 2007     | –                  | 5 214 595               | 31                                                        |
| 15 | Maison Blanche – Paris XIIIe              | 13. dzielnica                   | 2024     |                    | –                       | –                                                         |
| 16 | Hôpital Bicêtre                           | Le Kremlin-Bicêtre; Gentilly    | 2024     | –                  | –                       | –                                                         |
| 17 | Villejuif – Institut Gustave-Roussy       | Villejuif                       | 2025     | –                  | –                       | –                                                         |
| 18 | L'Haÿ-les-Roses                           | Chevilly-Larue, L'Haÿ-les-Roses | 2024     | –                  | –                       | –                                                         |
| 19 | Chevilly-Larue                            | Chevilly-Larue                  | 2024     |                    | –                       | –                                                         |
| 20 | Thiais – Orly                             | Thiais                          | 2024     |                    | –                       | –                                                         |
| 21 | Aéroport d'Orly                           | Paray-Vieille-Poste             | 2024     | Orlyval            | –                       | –                                                         |